# Kanton Saint-Priest
Kanton Saint-Priest (francouzsky Canton de Saint-Priest) je francouzský kanton v departementu Rhône v regionu Rhône-Alpes. Tvoří ho pouze město Saint-Priest.